# Curcuma stolonifera
Curcuma stolonifera là một loài thực vật có hoa trong họ Gừng. Loài này được Nobuyuki Tanaka, Kate Armstrong và Mu Mu Aung mô tả khoa học đầu tiên năm 2020. Mẫu định danh: Nobuyuki Tanaka, Akiyo Naiki, Mu Mu Aung MY925 thu thập ngày 14 tháng 9 năm 2016 ở tọa độ 25°31′13″B 95°24′6″Đ / 25,52028°B 95,40167°Đ, cao độ 150 m, gần cầu Nam Ei Zu, Khu bảo tồn thiên nhiên Htamanthi, thị trấn Hkamti, huyện Hkamti, vùng Sagaing, Myanmar.

## Từ nguyên
Tính từ định danh stolonifera là từ Tân Latinh, từ tiếng Latinh stolo nghĩa là thân bò lan và hậu tố giống cái -fera (giống đực: -fer, giống trung -ferum) nghĩa là mang, đẻ. Ở đây là nói tới thân rễ bò lan dài của loài này.

## Phân bố
Nó là loài bản địa vùng Sagaing, tây bắc Myanmar.

## Mô tả
Loài này khác với các loài khác trong phân chi Ecomatae ở chỗ có sự kết hợp của các đặc trưng sau: thân rễ bò lan dài, phiến lá hình mác thuôn dài với gân giữa màu ánh đỏ, một lượng nhỏ các lá bắc màu xanh lục, cụm hoa trung tâm, hoa màu vàng ánh trắng nhạt, bao phấn hình hơi giống chữ L ngắn với cựa cong.